# کوشیچی
کوشیچی (به صربی: Kušići) یک منطقهٔ مسکونی در صربستان است که در ایوانئیتسا واقع شده‌است. کوشیچی ۲۹٫۳۷ کیلومتر مربع مساحت و ۴۹۸ نفر جمعیت دارد و ۹۹۰ متر بالاتر از سطح دریا واقع شده‌است.